# Havsatagh
Havsatagh, (in armeno Հավսաթաղ? in azero Almalıq) è una piccola comunità rurale del distretto di Kəlbəcər, in Azerbaigian, fino al 2020 appartenente alla regione di Shahumian nella repubblica di Artsakh (fino al 2017 denominata repubblica del Nagorno Karabakh).
Nel 2015 contava poco più di cento abitanti, prevalentemente dediti ad agricoltura e allevamento bestiame, e sorge in zona montuosa e pressoché disabitata nella valle scavata dal fiume Tutkhun a una trentina di chilometri di distanza dal capoluogo regionale Karvachar.